# Grand Canyon van Groenland
De Grand Canyon van Groenland is een kloof die zich op Groenland bevindt.
De kloof is 750 kilometer lang en tot 800 meter diep en 10 kilometer breed (op dit moment de grootste kloof op aarde). De kloof ligt onder een dikke ijslaag van ruim anderhalve kilometer en is volgens een schatting ten minste 4 miljoen jaar oud. De ontdekking werd in augustus 2013 bekendgemaakt in het tijdschrift Science door wetenschappers van de Universiteit van Bristol, de Universiteit van Calgary en de Universiteit van Urbino. Bij de ontdekking van de kloof is gebruikgemaakt van radiogolven.